# Renée Erdős
Pour les articles homonymes, voir Erdős.
Renée Erdős, née le 7 mai 1878 à Arcibiskupský Lél et morte le 7 juillet 1956 à Budapest, est une écrivaine hongroise. Elle est connue pour ses œuvres concernant la sexualité féminine et elle est considérée comme la première femme hongroise à gagner sa vie en tant qu'écrivaine.

## Biographie

### Enfance et débuts
Renée Erdős naît le 7 mai 1879,. Sa famille, juive orthodoxe, vivait à Érseklél, dans la région de Veľké Kosihy. Elle passe ensuite son enfance dans la ville de Győr.
En 1896, à l'âge de 17 ans, elle quitte Győr pour Budapest. Elle commence tout d'abord par étudier dans une école d'art dramatique, mais elle finit par abandonner. Sa rencontre avec le journaliste Marcell Kadosa la pousse à choisir une carrière littéraire,.

### Carrière
Sa carrière débute 1897. Elle écrit pour les publications Magyar Géniusz  et Egyetértés, avec l'écrivain et avocat Károly Eötvös,. Ce dernier ainsi que et d'autres ont commencé à faire connaître son travail, sa poésie et ses nouvelles apparaissant dans des revues telles que A Hét et Jövendő.
Durant cette période, elle écrit principalement des  poèmes et des feuilletons, ainsi que des pièces de théâtre,. En 1899, elle publie son premier livre de poésie, Leányálmok (« Rêves de fille »). En 1902, elle publie son deuxième recueil de poésie, Versek (« Poèmes »).
Le travail d'Erdős peut être qualifié comme étant lié au mouvement sécessionniste. Elle est particulièrement connue pour ses poèmes érotiques et autres écrits érotiques. Elle a été une pionnière dans l'exploration de la vie intérieure et de la sexualité des femmes en Hongrie, écrivant ouvertement sur des sujets comme les orgasmes féminins, la contraception, les menstruations et le rejet de la maternité. Cependant, elle n'a jamais complètement dépassé les limites de l'acceptabilité pour la société hongroise de l'époque. Néanmoins, sa poésie érotique a suscité des controverses de la part des critiques pour son manque de « pudeur féminine. »
À partir de décembre 1904, elle crée son propre journal, Az írások könyve (« Le Livre des écrits »), qui parut jusqu'à ce qu'elle quitte son pays  en 1906. Après son retour en Hongrie, elle commence l'écriture d'une série de romans, comme la série Ősök és ivadékok, qui débuta en 1915 avec Az új sarj (« Nouveau Scion »). Cette série comprend Az élet királynője (« La Reine de la Vie »), paru en 1920 et Berekesztett utak (« Voies bloquées ») en 1923,.
Erdős gagne en popularité dans les années 1920. Elle devient ainsi la première femme en Hongrie à pouvoir vivre de ses écrits,,.

### Vie privée
Erdős a acheté une villa à Rákoshegy, village qui fait maintenant partie du district de Rákosmente à Budapest.
Elle a eu diverses relations amoureuses, notamment avec son collègue écrivain Sándor Bródy. Après qu'elle et Bródy se sont séparés et qu'il a tenté de se suicider en 1905, Erdős a été qualifiée de « femme tentante » et sa carrière a été bouleversée. Elle a souffert d'une dépression nerveuse et a été forcée de quitter la Hongrie,. Elle a voyagé en Italie, où elle est entrée dans un couvent et s'est convertie au catholicisme,.
De retour en Hongrie, elle épousa l'historien d'art Lajos Fülep en 1913. Ils eurent un enfant ensemble et divorcèrent plus tard en 1918, juste avant la naissance de leur deuxième enfant,. En 1926, elle épousa Artúr Lőfler, mais ils finissent également par divorcer,,.

### Mort
Ses dernières années furent difficiles, car elle fut confrontée à des préjugés en raison de ses origines juives. Elle a été obligée de publier sous des pseudonymes comme Bálint Réz. En 1944, elle a dû se cacher lorsque les nazis ont envahi la Hongrie et sa villa a été occupée. Sa dernière autobiographie, Ifjúságunk (« Notre jeunesse »), écrite dans les années 1950, n'a jamais été publiée.
Erdős meurt en 1956 d'une maladie cardiaque,,. Bien que les écrits d'Erdős étaient extrêmement populaires, après sa mort, ils furent délaissés.
Sa maison à Rákosmente est aujourd'hui un musée d'histoire et d'art, baptisé à son nom, avec une salle qui lui est dédiée,.